# Copa Presidente 2006
La Copa Presidente 2006 fue la tercera edición y última del torneo Copa Presidente
El campeón fue Once Municipal que le ganó la final a Club Deportivo Águila. Once Municipal logró el doblete al ganar la Primera División 2006 y la Copa Presidente 2006.

## Equipos participantes
| Primera División | Primera División | Primera División | Primera División       |
| ---------------- | ---------------- | ---------------- | ---------------------- |
| Águila           | Alianza          | San Salvador     | Once Municipal         |
| FAS              | Isidro Metapán   | Luis Ángel Firpo | Chalatenango           |
| Vista Hermosa    | Nacional 1906    |                  |                        |
| Segunda División |                  |                  |                        |
| Atlético Balboa  | AD Municipal     | Topiltzín        | Juventud Independiente |
| Fuerte SF        | Curazao          | Municipal Limeño | Vendaval               |
| Chaparrastique   | Arcense          |                  |                        |
| Tercera División |                  |                  |                        |
| Santiagueño      | Real Zaragoza    | Titan            | San Pablo Municipal    |
| Nueva Concepción | Pasaquina        | Fuerte Aguilares | Tehuacán               |
| Maracana         | UDET             | Municipal Adesse | Dragón                 |

## Fase eliminatoria

### Fase Final
|  | Dieciseisavos de final  | Dieciseisavos de final  | Dieciseisavos de final  | Dieciseisavos de final  |                     |                     | Octavos de final                                                 | Octavos de final                                                 | Octavos de final                                                 | Octavos de final                                                 |                    |                    | Cuartos de final                                                                              | Cuartos de final                                                                              | Cuartos de final                                                                              | Cuartos de final                                                                              |                  |                  | Semifinales                                                   | Semifinales                                                   | Semifinales                                                   | Semifinales                                                   |              |              | Final                   | Final                   | Final                   |  |
|  | 6 de septiembre de 2006 | 6 de septiembre de 2006 | 6 de septiembre de 2006 | 6 de septiembre de 2006 |                     |                     | 20 de septiembre de 2006 (ida) 27 de septiembre de 2006 (vuelta) | 20 de septiembre de 2006 (ida) 27 de septiembre de 2006 (vuelta) | 20 de septiembre de 2006 (ida) 27 de septiembre de 2006 (vuelta) | 20 de septiembre de 2006 (ida) 27 de septiembre de 2006 (vuelta) |                    |                    | 4 de octubre al 11 de octubre de 2006 (ida) 1 de noviembre al 2 de noviembre de 2006 (vuelta) | 4 de octubre al 11 de octubre de 2006 (ida) 1 de noviembre al 2 de noviembre de 2006 (vuelta) | 4 de octubre al 11 de octubre de 2006 (ida) 1 de noviembre al 2 de noviembre de 2006 (vuelta) | 4 de octubre al 11 de octubre de 2006 (ida) 1 de noviembre al 2 de noviembre de 2006 (vuelta) |                  |                  | 8 de noviembre de 2006 (ida) 15 de noviembre de 2006 (vuelta) | 8 de noviembre de 2006 (ida) 15 de noviembre de 2006 (vuelta) | 8 de noviembre de 2006 (ida) 15 de noviembre de 2006 (vuelta) | 8 de noviembre de 2006 (ida) 15 de noviembre de 2006 (vuelta) |              |              | 22 de noviembre de 2006 | 22 de noviembre de 2006 | 22 de noviembre de 2006 |  |
|  |                         |                         |                         |                         |                     |                     |                                                                  |                                                                  |                                                                  |                                                                  |                    |                    |                                                                                               |                                                                                               |                                                                                               |                                                                                               |                  |                  |                                                               |                                                               |                                                               |                                                               |              |              |                         |                         |                         |  |
|  |                         |                         |                         |                         |                     |                     |                                                                  |                                                                  |                                                                  |                                                                  |                    |                    |                                                                                               |                                                                                               |                                                                                               |                                                                                               |                  |                  |                                                               |                                                               |                                                               |                                                               |              |              |                         |                         |                         |  |
|  | Chalatenango            | Chalatenango            | 3                       |                         |                     |                     |                                                                  |                                                                  |                                                                  |                                                                  |                    |                    |                                                                                               |                                                                                               |                                                                                               |                                                                                               |                  |                  |                                                               |                                                               |                                                               |                                                               |              |              |                         |                         |                         |  |
|  | Chalatenango            | Chalatenango            | 3                       |                         |                     |                     |                                                                  |                                                                  |                                                                  |                                                                  |                    |                    |                                                                                               |                                                                                               |                                                                                               |                                                                                               |                  |                  |                                                               |                                                               |                                                               |                                                               |              |              |                         |                         |                         |  |
|  | Nueva Concepción        | Nueva Concepción        | 1                       |                         |                     |                     |                                                                  |                                                                  |                                                                  |                                                                  |                    |                    |                                                                                               |                                                                                               |                                                                                               |                                                                                               |                  |                  |                                                               |                                                               |                                                               |                                                               |              |              |                         |                         |                         |  |
|  | Nueva Concepción        | Nueva Concepción        | 1                       |                         | Chalatenango        | Chalatenango        | n/p                                                              | 2 (3)                                                            |                                                                  |                                                                  |                    |                    |                                                                                               |                                                                                               |                                                                                               |                                                                                               |                  |                  |                                                               |                                                               |                                                               |                                                               |              |              |                         |                         |                         |  |
|  |                         |                         |                         |                         | Chalatenango        | Chalatenango        | n/p                                                              | 2 (3)                                                            |                                                                  |                                                                  |                    |                    |                                                                                               |                                                                                               |                                                                                               |                                                                                               |                  |                  |                                                               |                                                               |                                                               |                                                               |              |              |                         |                         |                         |  |
|  |                         |                         | San Salvador            | San Salvador            | n/p                 | 2 (5)               |                                                                  |                                                                  |                                                                  |                                                                  |                    |                    |                                                                                               |                                                                                               |                                                                                               |                                                                                               |                  |                  |                                                               |                                                               |                                                               |                                                               |              |              |                         |                         |                         |  |
|  | San Salvador            | San Salvador            | San Salvador            | San Salvador            | n/p                 | 2 (5)               | 3                                                                |                                                                  |                                                                  |                                                                  |                    |                    |                                                                                               |                                                                                               |                                                                                               |                                                                                               |                  |                  |                                                               |                                                               |                                                               |                                                               |              |              |                         |                         |                         |  |
|  | San Salvador            | San Salvador            |                         |                         |                     |                     |                                                                  |                                                                  |                                                                  |                                                                  |                    |                    |                                                                                               |                                                                                               |                                                                                               |                                                                                               |                  |                  |                                                               |                                                               |                                                               |                                                               |              |              |                         |                         |                         |  |
|  | Fuerte Aguilares        | Fuerte Aguilares        | 1                       |                         |                     |                     |                                                                  |                                                                  |                                                                  |                                                                  |                    |                    |                                                                                               |                                                                                               |                                                                                               |                                                                                               |                  |                  |                                                               |                                                               |                                                               |                                                               |              |              |                         |                         |                         |  |
|  | Fuerte Aguilares        | Fuerte Aguilares        | 1                       |                         |                     |                     |                                                                  |                                                                  |                                                                  |                                                                  | San Salvador       | San Salvador       | 1                                                                                             | 3                                                                                             |                                                                                               |                                                                                               |                  |                  |                                                               |                                                               |                                                               |                                                               |              |              |                         |                         |                         |  |
|  |                         |                         |                         |                         |                     |                     |                                                                  |                                                                  |                                                                  |                                                                  | San Salvador       | San Salvador       | 1                                                                                             | 3                                                                                             |                                                                                               |                                                                                               |                  |                  |                                                               |                                                               |                                                               |                                                               |              |              |                         |                         |                         |  |
|  |                         |                         | J. Independiente        | J. Independiente        | 1                   | 3 (v.)              |                                                                  |                                                                  |                                                                  |                                                                  |                    |                    |                                                                                               |                                                                                               |                                                                                               |                                                                                               |                  |                  |                                                               |                                                               |                                                               |                                                               |              |              |                         |                         |                         |  |
|  | Alianza                 | Alianza                 | J. Independiente        | J. Independiente        | 1                   | 3 (v.)              | 1                                                                |                                                                  |                                                                  |                                                                  |                    |                    |                                                                                               |                                                                                               |                                                                                               |                                                                                               |                  |                  |                                                               |                                                               |                                                               |                                                               |              |              |                         |                         |                         |  |
|  | Alianza                 | Alianza                 |                         |                         |                     |                     |                                                                  |                                                                  |                                                                  |                                                                  |                    |                    |                                                                                               |                                                                                               |                                                                                               |                                                                                               |                  |                  |                                                               |                                                               |                                                               |                                                               |              |              |                         |                         |                         |  |
|  | J. Independiente        | J. Independiente        | 2                       |                         |                     |                     |                                                                  |                                                                  |                                                                  |                                                                  |                    |                    |                                                                                               |                                                                                               |                                                                                               |                                                                                               |                  |                  |                                                               |                                                               |                                                               |                                                               |              |              |                         |                         |                         |  |
|  | J. Independiente        | J. Independiente        | 2                       |                         | J. Independiente    | J. Independiente    | 2                                                                | 2                                                                |                                                                  |                                                                  |                    |                    |                                                                                               |                                                                                               |                                                                                               |                                                                                               |                  |                  |                                                               |                                                               |                                                               |                                                               |              |              |                         |                         |                         |  |
|  |                         |                         |                         |                         | J. Independiente    | J. Independiente    | 2                                                                | 2                                                                |                                                                  |                                                                  |                    |                    |                                                                                               |                                                                                               |                                                                                               |                                                                                               |                  |                  |                                                               |                                                               |                                                               |                                                               |              |              |                         |                         |                         |  |
|  |                         |                         | Vendaval                | Vendaval                | 1                   | 0                   |                                                                  |                                                                  |                                                                  |                                                                  |                    |                    |                                                                                               |                                                                                               |                                                                                               |                                                                                               |                  |                  |                                                               |                                                               |                                                               |                                                               |              |              |                         |                         |                         |  |
|  | San Pablo Municipal     | San Pablo Municipal     | Vendaval                | Vendaval                | 1                   | 0                   | 0                                                                |                                                                  |                                                                  |                                                                  |                    |                    |                                                                                               |                                                                                               |                                                                                               |                                                                                               |                  |                  |                                                               |                                                               |                                                               |                                                               |              |              |                         |                         |                         |  |
|  | San Pablo Municipal     | San Pablo Municipal     |                         |                         |                     |                     |                                                                  |                                                                  |                                                                  |                                                                  |                    |                    |                                                                                               |                                                                                               |                                                                                               |                                                                                               |                  |                  |                                                               |                                                               |                                                               |                                                               |              |              |                         |                         |                         |  |
|  | Vendaval                | Vendaval                | 1                       |                         |                     |                     |                                                                  |                                                                  |                                                                  |                                                                  |                    |                    |                                                                                               |                                                                                               |                                                                                               |                                                                                               |                  |                  |                                                               |                                                               |                                                               |                                                               |              |              |                         |                         |                         |  |
|  | Vendaval                | Vendaval                | 1                       |                         |                     |                     |                                                                  |                                                                  |                                                                  |                                                                  |                    |                    |                                                                                               |                                                                                               |                                                                                               |                                                                                               | J. Independiente | J. Independiente | n/p                                                           | 2                                                             |                                                               |                                                               |              |              |                         |                         |                         |  |
|  |                         |                         |                         |                         |                     |                     |                                                                  |                                                                  |                                                                  |                                                                  |                    |                    |                                                                                               |                                                                                               |                                                                                               |                                                                                               | J. Independiente | J. Independiente | n/p                                                           | 2                                                             |                                                               |                                                               |              |              |                         |                         |                         |  |
|  |                         |                         | 11 Municipal            | 11 Municipal            | n/p                 | 3                   |                                                                  |                                                                  |                                                                  |                                                                  |                    |                    |                                                                                               |                                                                                               |                                                                                               |                                                                                               |                  |                  |                                                               |                                                               |                                                               |                                                               |              |              |                         |                         |                         |  |
|  | FAS                     | FAS                     | 11 Municipal            | 11 Municipal            | n/p                 | 3                   | 0 (3)                                                            |                                                                  |                                                                  |                                                                  |                    |                    |                                                                                               |                                                                                               |                                                                                               |                                                                                               |                  |                  |                                                               |                                                               |                                                               |                                                               |              |              |                         |                         |                         |  |
|  | FAS                     | FAS                     |                         |                         |                     |                     |                                                                  |                                                                  |                                                                  |                                                                  |                    |                    |                                                                                               |                                                                                               |                                                                                               |                                                                                               |                  |                  |                                                               |                                                               |                                                               |                                                               |              |              |                         |                         |                         |  |
|  | Futbol Club Arsence     | Futbol Club Arsence     | 0 (4)                   |                         |                     |                     |                                                                  |                                                                  |                                                                  |                                                                  |                    |                    |                                                                                               |                                                                                               |                                                                                               |                                                                                               |                  |                  |                                                               |                                                               |                                                               |                                                               |              |              |                         |                         |                         |  |
|  | Futbol Club Arsence     | Futbol Club Arsence     | 0 (4)                   |                         | Futbol Club Arsence | Futbol Club Arsence | 1                                                                | 1                                                                |                                                                  |                                                                  |                    |                    |                                                                                               |                                                                                               |                                                                                               |                                                                                               |                  |                  |                                                               |                                                               |                                                               |                                                               |              |              |                         |                         |                         |  |
|  |                         |                         |                         |                         | Futbol Club Arsence | Futbol Club Arsence | 1                                                                | 1                                                                |                                                                  |                                                                  |                    |                    |                                                                                               |                                                                                               |                                                                                               |                                                                                               |                  |                  |                                                               |                                                               |                                                               |                                                               |              |              |                         |                         |                         |  |
|  |                         |                         | Isidro Metapán          | Isidro Metapán          | 2                   | 2                   |                                                                  |                                                                  |                                                                  |                                                                  |                    |                    |                                                                                               |                                                                                               |                                                                                               |                                                                                               |                  |                  |                                                               |                                                               |                                                               |                                                               |              |              |                         |                         |                         |  |
|  | Titán                   | Titán                   | Isidro Metapán          | Isidro Metapán          | 2                   | 2                   | 2                                                                |                                                                  |                                                                  |                                                                  |                    |                    |                                                                                               |                                                                                               |                                                                                               |                                                                                               |                  |                  |                                                               |                                                               |                                                               |                                                               |              |              |                         |                         |                         |  |
|  | Titán                   | Titán                   |                         |                         |                     |                     |                                                                  |                                                                  |                                                                  |                                                                  |                    |                    |                                                                                               |                                                                                               |                                                                                               |                                                                                               |                  |                  |                                                               |                                                               |                                                               |                                                               |              |              |                         |                         |                         |  |
|  | Isidro Metapán          | Isidro Metapán          | 3                       |                         |                     |                     |                                                                  |                                                                  |                                                                  |                                                                  |                    |                    |                                                                                               |                                                                                               |                                                                                               |                                                                                               |                  |                  |                                                               |                                                               |                                                               |                                                               |              |              |                         |                         |                         |  |
|  | Isidro Metapán          | Isidro Metapán          | 3                       |                         |                     |                     |                                                                  |                                                                  |                                                                  |                                                                  | Isidro Metapán     | Isidro Metapán     | 2                                                                                             | 1                                                                                             |                                                                                               |                                                                                               |                  |                  |                                                               |                                                               |                                                               |                                                               |              |              |                         |                         |                         |  |
|  |                         |                         |                         |                         |                     |                     |                                                                  |                                                                  |                                                                  |                                                                  | Isidro Metapán     | Isidro Metapán     | 2                                                                                             | 1                                                                                             |                                                                                               |                                                                                               |                  |                  |                                                               |                                                               |                                                               |                                                               |              |              |                         |                         |                         |  |
|  |                         |                         | 11 Municipal            | 11 Municipal            | 0                   | 4                   |                                                                  |                                                                  |                                                                  |                                                                  |                    |                    |                                                                                               |                                                                                               |                                                                                               |                                                                                               |                  |                  |                                                               |                                                               |                                                               |                                                               |              |              |                         |                         |                         |  |
|  | 11 Municipal            | 11 Municipal            | 11 Municipal            | 11 Municipal            | 0                   | 4                   | 6                                                                |                                                                  |                                                                  |                                                                  |                    |                    |                                                                                               |                                                                                               |                                                                                               |                                                                                               |                  |                  |                                                               |                                                               |                                                               |                                                               |              |              |                         |                         |                         |  |
|  | 11 Municipal            | 11 Municipal            |                         |                         |                     |                     |                                                                  |                                                                  |                                                                  |                                                                  |                    |                    |                                                                                               |                                                                                               |                                                                                               |                                                                                               |                  |                  |                                                               |                                                               |                                                               |                                                               |              |              |                         |                         |                         |  |
|  | AD Municipal            | AD Municipal            | 3                       |                         |                     |                     |                                                                  |                                                                  |                                                                  |                                                                  |                    |                    |                                                                                               |                                                                                               |                                                                                               |                                                                                               |                  |                  |                                                               |                                                               |                                                               |                                                               |              |              |                         |                         |                         |  |
|  | AD Municipal            | AD Municipal            | 3                       |                         | 11 Municipal        | 11 Municipal        | n/p                                                              | 3                                                                |                                                                  |                                                                  |                    |                    |                                                                                               |                                                                                               |                                                                                               |                                                                                               |                  |                  |                                                               |                                                               |                                                               |                                                               |              |              |                         |                         |                         |  |
|  |                         |                         |                         |                         | 11 Municipal        | 11 Municipal        | n/p                                                              | 3                                                                |                                                                  |                                                                  |                    |                    |                                                                                               |                                                                                               |                                                                                               |                                                                                               |                  |                  |                                                               |                                                               |                                                               |                                                               |              |              |                         |                         |                         |  |
|  |                         |                         | Curazao Futbol Club     | Curazao Futbol Club     | n/p                 | 0                   |                                                                  |                                                                  |                                                                  |                                                                  |                    |                    |                                                                                               |                                                                                               |                                                                                               |                                                                                               |                  |                  |                                                               |                                                               |                                                               |                                                               |              |              |                         |                         |                         |  |
|  | Curazao Futbol Club     | Curazao Futbol Club     | Curazao Futbol Club     | Curazao Futbol Club     | n/p                 | 0                   | 5                                                                |                                                                  |                                                                  |                                                                  |                    |                    |                                                                                               |                                                                                               |                                                                                               |                                                                                               |                  |                  |                                                               |                                                               |                                                               |                                                               |              |              |                         |                         |                         |  |
|  | Curazao Futbol Club     | Curazao Futbol Club     |                         |                         |                     |                     |                                                                  |                                                                  |                                                                  |                                                                  |                    |                    |                                                                                               |                                                                                               |                                                                                               |                                                                                               |                  |                  |                                                               |                                                               |                                                               |                                                               |              |              |                         |                         |                         |  |
|  | Real Zaragoza           | Real Zaragoza           | 0                       |                         |                     |                     |                                                                  |                                                                  |                                                                  |                                                                  |                    |                    |                                                                                               |                                                                                               |                                                                                               |                                                                                               |                  |                  |                                                               |                                                               |                                                               |                                                               |              |              |                         |                         |                         |  |
|  | Real Zaragoza           | Real Zaragoza           | 0                       |                         |                     |                     |                                                                  |                                                                  |                                                                  |                                                                  |                    |                    |                                                                                               |                                                                                               |                                                                                               |                                                                                               |                  |                  |                                                               |                                                               |                                                               |                                                               | 11 Municipal | 11 Municipal | 1                       |                         |                         |  |
|  |                         |                         |                         |                         |                     |                     |                                                                  |                                                                  |                                                                  |                                                                  |                    |                    |                                                                                               |                                                                                               |                                                                                               |                                                                                               |                  |                  |                                                               |                                                               |                                                               |                                                               | 11 Municipal | 11 Municipal | 1                       |                         |                         |  |
|  |                         |                         | Águila                  | Águila                  | 0                   |                     |                                                                  |                                                                  |                                                                  |                                                                  |                    |                    |                                                                                               |                                                                                               |                                                                                               |                                                                                               |                  |                  |                                                               |                                                               |                                                               |                                                               |              |              |                         |                         |                         |  |
|  | Independiente 1906      | Independiente 1906      | Águila                  | Águila                  | 0                   | 3                   |                                                                  |                                                                  |                                                                  |                                                                  |                    |                    |                                                                                               |                                                                                               |                                                                                               |                                                                                               |                  |                  |                                                               |                                                               |                                                               |                                                               |              |              |                         |                         |                         |  |
|  | Independiente 1906      | Independiente 1906      |                         |                         |                     |                     |                                                                  |                                                                  |                                                                  |                                                                  |                    |                    |                                                                                               |                                                                                               |                                                                                               |                                                                                               |                  |                  |                                                               |                                                               |                                                               |                                                               |              |              |                         |                         |                         |  |
|  | Municipal Adesse        | Municipal Adesse        | 2                       |                         |                     |                     |                                                                  |                                                                  |                                                                  |                                                                  |                    |                    |                                                                                               |                                                                                               |                                                                                               |                                                                                               |                  |                  |                                                               |                                                               |                                                               |                                                               |              |              |                         |                         |                         |  |
|  | Municipal Adesse        | Municipal Adesse        | 2                       |                         | Independiente 1906  | Independiente 1906  | 2                                                                | 5                                                                |                                                                  |                                                                  |                    |                    |                                                                                               |                                                                                               |                                                                                               |                                                                                               |                  |                  |                                                               |                                                               |                                                               |                                                               |              |              |                         |                         |                         |  |
|  |                         |                         |                         |                         | Independiente 1906  | Independiente 1906  | 2                                                                | 5                                                                |                                                                  |                                                                  |                    |                    |                                                                                               |                                                                                               |                                                                                               |                                                                                               |                  |                  |                                                               |                                                               |                                                               |                                                               |              |              |                         |                         |                         |  |
|  |                         |                         | Topiltzín               | Topiltzín               | 1                   | 1                   |                                                                  |                                                                  |                                                                  |                                                                  |                    |                    |                                                                                               |                                                                                               |                                                                                               |                                                                                               |                  |                  |                                                               |                                                               |                                                               |                                                               |              |              |                         |                         |                         |  |
|  | Topiltzín               | Topiltzín               | Topiltzín               | Topiltzín               | 1                   | 1                   | 3                                                                |                                                                  |                                                                  |                                                                  |                    |                    |                                                                                               |                                                                                               |                                                                                               |                                                                                               |                  |                  |                                                               |                                                               |                                                               |                                                               |              |              |                         |                         |                         |  |
|  | Topiltzín               | Topiltzín               |                         |                         |                     |                     |                                                                  |                                                                  |                                                                  |                                                                  |                    |                    |                                                                                               |                                                                                               |                                                                                               |                                                                                               |                  |                  |                                                               |                                                               |                                                               |                                                               |              |              |                         |                         |                         |  |
|  | CD Tehuacán             | CD Tehuacán             | 2                       |                         |                     |                     |                                                                  |                                                                  |                                                                  |                                                                  |                    |                    |                                                                                               |                                                                                               |                                                                                               |                                                                                               |                  |                  |                                                               |                                                               |                                                               |                                                               |              |              |                         |                         |                         |  |
|  | CD Tehuacán             | CD Tehuacán             | 2                       |                         |                     |                     |                                                                  |                                                                  |                                                                  |                                                                  | Independiente 1906 | Independiente 1906 | 0                                                                                             | 0                                                                                             |                                                                                               |                                                                                               |                  |                  |                                                               |                                                               |                                                               |                                                               |              |              |                         |                         |                         |  |
|  |                         |                         |                         |                         |                     |                     |                                                                  |                                                                  |                                                                  |                                                                  | Independiente 1906 | Independiente 1906 | 0                                                                                             | 0                                                                                             |                                                                                               |                                                                                               |                  |                  |                                                               |                                                               |                                                               |                                                               |              |              |                         |                         |                         |  |
|  |                         |                         | Luis Ángel Firpo        | Luis Ángel Firpo        | 1                   | 3                   |                                                                  |                                                                  |                                                                  |                                                                  |                    |                    |                                                                                               |                                                                                               |                                                                                               |                                                                                               |                  |                  |                                                               |                                                               |                                                               |                                                               |              |              |                         |                         |                         |  |
|  | Santiagueño             | Santiagueño             | Luis Ángel Firpo        | Luis Ángel Firpo        | 1                   | 3                   | 0                                                                |                                                                  |                                                                  |                                                                  |                    |                    |                                                                                               |                                                                                               |                                                                                               |                                                                                               |                  |                  |                                                               |                                                               |                                                               |                                                               |              |              |                         |                         |                         |  |
|  | Santiagueño             | Santiagueño             |                         |                         |                     |                     |                                                                  |                                                                  |                                                                  |                                                                  |                    |                    |                                                                                               |                                                                                               |                                                                                               |                                                                                               |                  |                  |                                                               |                                                               |                                                               |                                                               |              |              |                         |                         |                         |  |
|  | Atlético Balboa         | Atlético Balboa         | 5                       |                         |                     |                     |                                                                  |                                                                  |                                                                  |                                                                  |                    |                    |                                                                                               |                                                                                               |                                                                                               |                                                                                               |                  |                  |                                                               |                                                               |                                                               |                                                               |              |              |                         |                         |                         |  |
|  | Atlético Balboa         | Atlético Balboa         | 5                       |                         | Atlético Balboa     | Atlético Balboa     | 0                                                                | 0                                                                |                                                                  |                                                                  |                    |                    |                                                                                               |                                                                                               |                                                                                               |                                                                                               |                  |                  |                                                               |                                                               |                                                               |                                                               |              |              |                         |                         |                         |  |
|  |                         |                         |                         |                         | Atlético Balboa     | Atlético Balboa     | 0                                                                | 0                                                                |                                                                  |                                                                  |                    |                    |                                                                                               |                                                                                               |                                                                                               |                                                                                               |                  |                  |                                                               |                                                               |                                                               |                                                               |              |              |                         |                         |                         |  |
|  |                         |                         | Luis Ángel Firpo        | Luis Ángel Firpo        | 2                   | 1                   |                                                                  |                                                                  |                                                                  |                                                                  |                    |                    |                                                                                               |                                                                                               |                                                                                               |                                                                                               |                  |                  |                                                               |                                                               |                                                               |                                                               |              |              |                         |                         |                         |  |
|  | Luis Ángel Firpo        | Luis Ángel Firpo        | Luis Ángel Firpo        | Luis Ángel Firpo        | 2                   | 1                   | 5                                                                |                                                                  |                                                                  |                                                                  |                    |                    |                                                                                               |                                                                                               |                                                                                               |                                                                                               |                  |                  |                                                               |                                                               |                                                               |                                                               |              |              |                         |                         |                         |  |
|  | Luis Ángel Firpo        | Luis Ángel Firpo        |                         |                         |                     |                     |                                                                  |                                                                  |                                                                  |                                                                  |                    |                    |                                                                                               |                                                                                               |                                                                                               |                                                                                               |                  |                  |                                                               |                                                               |                                                               |                                                               |              |              |                         |                         |                         |  |
|  | Maracana San Fidel      | Maracana San Fidel      | 0                       |                         |                     |                     |                                                                  |                                                                  |                                                                  |                                                                  |                    |                    |                                                                                               |                                                                                               |                                                                                               |                                                                                               |                  |                  |                                                               |                                                               |                                                               |                                                               |              |              |                         |                         |                         |  |
|  | Maracana San Fidel      | Maracana San Fidel      | 0                       |                         |                     |                     |                                                                  |                                                                  |                                                                  |                                                                  |                    |                    |                                                                                               |                                                                                               |                                                                                               |                                                                                               | Luis Ángel Firpo | Luis Ángel Firpo | n/p                                                           | 0 (2)                                                         |                                                               |                                                               |              |              |                         |                         |                         |  |
|  |                         |                         |                         |                         |                     |                     |                                                                  |                                                                  |                                                                  |                                                                  |                    |                    |                                                                                               |                                                                                               |                                                                                               |                                                                                               | Luis Ángel Firpo | Luis Ángel Firpo | n/p                                                           | 0 (2)                                                         |                                                               |                                                               |              |              |                         |                         |                         |  |
|  |                         |                         | Águila                  | Águila                  | n/p                 | 0 (4)               |                                                                  |                                                                  |                                                                  |                                                                  |                    |                    |                                                                                               |                                                                                               |                                                                                               |                                                                                               |                  |                  |                                                               |                                                               |                                                               |                                                               |              |              |                         |                         |                         |  |
|  | Chaparrastique          | Chaparrastique          | Águila                  | Águila                  | n/p                 | 0 (4)               | 4                                                                |                                                                  |                                                                  |                                                                  |                    |                    |                                                                                               |                                                                                               |                                                                                               |                                                                                               |                  |                  |                                                               |                                                               |                                                               |                                                               |              |              |                         |                         |                         |  |
|  | Chaparrastique          | Chaparrastique          |                         |                         |                     |                     |                                                                  |                                                                  |                                                                  |                                                                  |                    |                    |                                                                                               |                                                                                               |                                                                                               |                                                                                               |                  |                  |                                                               |                                                               |                                                               |                                                               |              |              |                         |                         |                         |  |
|  | UDET                    | UDET                    | 0                       |                         |                     |                     |                                                                  |                                                                  |                                                                  |                                                                  |                    |                    |                                                                                               |                                                                                               |                                                                                               |                                                                                               |                  |                  |                                                               |                                                               |                                                               |                                                               |              |              |                         |                         |                         |  |
|  | UDET                    | UDET                    | 0                       |                         | Chaparrastique      | Chaparrastique      | 2                                                                | 1                                                                |                                                                  |                                                                  |                    |                    |                                                                                               |                                                                                               |                                                                                               |                                                                                               |                  |                  |                                                               |                                                               |                                                               |                                                               |              |              |                         |                         |                         |  |
|  |                         |                         |                         |                         | Chaparrastique      | Chaparrastique      | 2                                                                | 1                                                                |                                                                  |                                                                  |                    |                    |                                                                                               |                                                                                               |                                                                                               |                                                                                               |                  |                  |                                                               |                                                               |                                                               |                                                               |              |              |                         |                         |                         |  |
|  |                         |                         | Dragón                  | Dragón                  | 1                   | 2(*)                |                                                                  |                                                                  |                                                                  |                                                                  |                    |                    |                                                                                               |                                                                                               |                                                                                               |                                                                                               |                  |                  |                                                               |                                                               |                                                               |                                                               |              |              |                         |                         |                         |  |
|  | Dragón                  | Dragón                  | Dragón                  | Dragón                  | 1                   | 2(*)                | 1                                                                |                                                                  |                                                                  |                                                                  |                    |                    |                                                                                               |                                                                                               |                                                                                               |                                                                                               |                  |                  |                                                               |                                                               |                                                               |                                                               |              |              |                         |                         |                         |  |
|  | Dragón                  | Dragón                  |                         |                         |                     |                     |                                                                  |                                                                  |                                                                  |                                                                  |                    |                    |                                                                                               |                                                                                               |                                                                                               |                                                                                               |                  |                  |                                                               |                                                               |                                                               |                                                               |              |              |                         |                         |                         |  |
|  | Fuerte San Francisco    | Fuerte San Francisco    | 0                       |                         |                     |                     |                                                                  |                                                                  |                                                                  |                                                                  |                    |                    |                                                                                               |                                                                                               |                                                                                               |                                                                                               |                  |                  |                                                               |                                                               |                                                               |                                                               |              |              |                         |                         |                         |  |
|  | Fuerte San Francisco    | Fuerte San Francisco    | 0                       |                         |                     |                     |                                                                  |                                                                  |                                                                  |                                                                  | Dragón             | Dragón             | 1                                                                                             | 0                                                                                             |                                                                                               |                                                                                               |                  |                  |                                                               |                                                               |                                                               |                                                               |              |              |                         |                         |                         |  |
|  |                         |                         |                         |                         |                     |                     |                                                                  |                                                                  |                                                                  |                                                                  | Dragón             | Dragón             | 1                                                                                             | 0                                                                                             |                                                                                               |                                                                                               |                  |                  |                                                               |                                                               |                                                               |                                                               |              |              |                         |                         |                         |  |
|  |                         |                         | Águila                  | Águila                  | 6                   | 2                   |                                                                  |                                                                  |                                                                  |                                                                  |                    |                    |                                                                                               |                                                                                               |                                                                                               |                                                                                               |                  |                  |                                                               |                                                               |                                                               |                                                               |              |              |                         |                         |                         |  |
|  | Pasaquina               | Pasaquina               | Águila                  | Águila                  | 6                   | 2                   | 1                                                                |                                                                  |                                                                  |                                                                  |                    |                    |                                                                                               |                                                                                               |                                                                                               |                                                                                               |                  |                  |                                                               |                                                               |                                                               |                                                               |              |              |                         |                         |                         |  |
|  | Pasaquina               | Pasaquina               |                         |                         |                     |                     |                                                                  |                                                                  |                                                                  |                                                                  |                    |                    |                                                                                               |                                                                                               |                                                                                               |                                                                                               |                  |                  |                                                               |                                                               |                                                               |                                                               |              |              |                         |                         |                         |  |
|  | Águila                  | Águila                  | 5                       |                         |                     |                     |                                                                  |                                                                  |                                                                  |                                                                  |                    |                    |                                                                                               |                                                                                               |                                                                                               |                                                                                               |                  |                  |                                                               |                                                               |                                                               |                                                               |              |              |                         |                         |                         |  |
|  | Águila                  | Águila                  | 5                       |                         | Águila              | Águila              | 3                                                                | 5                                                                |                                                                  |                                                                  |                    |                    |                                                                                               |                                                                                               |                                                                                               |                                                                                               |                  |                  |                                                               |                                                               |                                                               |                                                               |              |              |                         |                         |                         |  |
|  |                         |                         |                         |                         | Águila              | Águila              | 3                                                                | 5                                                                |                                                                  |                                                                  |                    |                    |                                                                                               |                                                                                               |                                                                                               |                                                                                               |                  |                  |                                                               |                                                               |                                                               |                                                               |              |              |                         |                         |                         |  |
|  |                         |                         | Municipal Limeño        | Municipal Limeño        | 1                   | 0                   |                                                                  |                                                                  |                                                                  |                                                                  |                    |                    |                                                                                               |                                                                                               |                                                                                               |                                                                                               |                  |                  |                                                               |                                                               |                                                               |                                                               |              |              |                         |                         |                         |  |
|  | Municipal Limeño        | Municipal Limeño        | Municipal Limeño        | Municipal Limeño        | 1                   | 0                   | 2 (5)                                                            |                                                                  |                                                                  |                                                                  |                    |                    |                                                                                               |                                                                                               |                                                                                               |                                                                                               |                  |                  |                                                               |                                                               |                                                               |                                                               |              |              |                         |                         |                         |  |
|  | Municipal Limeño        | Municipal Limeño        |                         |                         |                     |                     |                                                                  |                                                                  |                                                                  |                                                                  |                    |                    |                                                                                               |                                                                                               |                                                                                               |                                                                                               |                  |                  |                                                               |                                                               |                                                               |                                                               |              |              |                         |                         |                         |  |
|  | Vista Hermosa           | Vista Hermosa           | 2 (4)                   |                         |                     |                     |                                                                  |                                                                  |                                                                  |                                                                  |                    |                    |                                                                                               |                                                                                               |                                                                                               |                                                                                               |                  |                  |                                                               |                                                               |                                                               |                                                               |              |              |                         |                         |                         |  |
|  | Vista Hermosa           | Vista Hermosa           | 2 (4)                   |                         |                     |                     |                                                                  |                                                                  |                                                                  |                                                                  |                    |                    |                                                                                               |                                                                                               |                                                                                               |                                                                                               |                  |                  |                                                               |                                                               |                                                               |                                                               |              |              |                         |                         |                         |  |
|  |                         |                         |                         |                         |                     |                     |                                                                  |                                                                  |                                                                  |                                                                  |                    |                    |                                                                                               |                                                                                               |                                                                                               |                                                                                               |                  |                  |                                                               |                                                               |                                                               |                                                               |              |              |                         |                         |                         |  |

## Resultados

### Dieciseisavos de Final
| Fecha                   | Equipo 1            | Resultado   | Equipo 2               |
| 6 de septiembre de 2006 | Chalatenango        | 3-1         | Nueva Concepción       |
| 6 de septiembre de 2006 | San Salvador        | 3-1         | Fuerte Aguilares       |
| 6 de septiembre de 2006 | Alianza             | 1-2         | Juventud Independiente |
| 6 de septiembre de 2006 | San Pablo Municipal | 0-1         | Vendaval               |
| 6 de septiembre de 2006 | FAS                 | (2) 0-0 (4) | Arcense                |
| 6 de septiembre de 2006 | Titan               | 2-3         | Isidro Metapán         |
| 6 de septiembre de 2006 | Once Municipal      | 6-3         | AD Municipal           |
| 6 de septiembre de 2006 | Curazao             | 5-0         | Real Zaragoza          |
| 6 de septiembre de 2006 | Independiente 1906  | 3-2         | Municipal Adesse       |
| 6 de septiembre de 2006 | Topiltzín           | 3-1         | Tehuacán               |
| 6 de septiembre de 2006 | Santiagueño         | 0-5         | Atlético Balboa        |
| 6 de septiembre de 2006 | Luis Ángel Firpo    | 5-0         | Maracana               |
| 6 de septiembre de 2006 | Chaparrastique      | 4-0         | UDET                   |
| 6 de septiembre de 2006 | Dragón              | 1-0         | Fuerte SF              |
| 6 de septiembre de 2006 | Pasaquina           | 1-5         | Águila                 |
| 6 de septiembre de 2006 | Municipal Limeño    | (5) 2-2 (4) | Vista Hermosa          |
| ----------------------- | ------------------- | ----------- | ---------------------- |

### Octavos de final ida
| Fecha                    | Local                  | Resultado | Visitante          |
| 20 de septiembre de 2006 | Chalatenango           | n/p       | San Salvador       |
| 20 de septiembre de 2006 | Juventud Independiente | 2-1       | Vendaval           |
| 20 de septiembre de 2006 | Arcense                | 1-2       | Isidro Metapán     |
| 20 de septiembre de 2006 | Curazao                | n/p       | CD Once Municipal  |
| 20 de septiembre de 2006 | Topiltzín              | 1-2       | Independiente 1906 |
| 20 de septiembre de 2006 | Atlético Balboa        | 0-1       | Luis Ángel Firpo   |
| 20 de septiembre de 2006 | Dragón                 | 1-2       | Chaparrastique     |
| 20 de septiembre de 2006 | Municipal Limeño       | 1-3       | Águila             |
| ------------------------ | ---------------------- | --------- | ------------------ |

### Octavos de final vuelta
| Fecha                    | Local              | Resultado   | Visitante              | Global  |
| 27 de septiembre de 2006 | San Salvador       | (5) 2-2 (3) | CD Chalatenango        | 2-2     |
| 27 de septiembre de 2006 | Vendaval           | 0-2         | Juventud Independiente | 1-4     |
| 27 de septiembre de 2006 | Isidro Metapán     | 2-1         | Arcense                | 4-2     |
| 27 de septiembre de 2006 | Once Municipal     | 3-0         | Curazao                | 3-0     |
| 27 de septiembre de 2006 | Independiente 1906 | 5-1         | Topiltzín              | 7-2     |
| 27 de septiembre de 2006 | Luis Ángel Firpo   | 2-0         | Atlético Balboa        | 3-0     |
| 27 de septiembre de 2006 | Chaparrastique     | 1-2         | Dragón                 | 3-3 (*) |
| 27 de septiembre de 2006 | Águila             | 5-0         | Municipal Limeño       | 8-1     |
| ------------------------ | ------------------ | ----------- | ---------------------- | ------- |

*Dragon aparentemente clasificó por ser de una división inferior a la de Chaparrastique

### Cuartos de final ida
| Fecha                 | Local                  | Resultado | Visitante        |
| 4 de octubre de 2006  | Águila                 | 6-1       | Dragón           |
| 8 de octubre de 2006  | Isidro Metapán         | 2-0       | Once Municipal   |
| 8 de octubre de 2006  | Independiente 1906     | 0-1       | Luis Ángel Firpo |
| 11 de octubre de 2006 | Juventud Independiente | 1-1       | San Salvador     |
| --------------------- | ---------------------- | --------- | ---------------- |

### Cuartos de final vuelta
| Fecha                  | Local            | Resultado | Visitante              | Global   |
| 1 de noviembre de 2006 | San Salvador     | 3-3       | Juventud Independiente | 4-4 (v*) |
| 1 de noviembre de 2006 | Once Municipal   | 4-1       | Isidro Metapán         | 4-3      |
| 1 de noviembre de 2006 | Dragón           | 0-2       | Águila                 | 1-8      |
| 2 de noviembre de 2006 | Luis Ángel Firpo | 3-0       | Independiente 1906     | 4-0      |
| ---------------------- | ---------------- | --------- | ---------------------- | -------- |

*Juventud Independiente aparentemente clasificó por goles de visitante

### Semifinales ida
| Fecha                  | Local                  | Resultado | Visitante      |
| 8 de noviembre de 2006 | Juventud Independiente | n/p       | Once Municipal |
| 8 de noviembre de 2006 | Luis Ángel Firpo       | n/p       | Águila         |
| ---------------------- | ---------------------- | --------- | -------------- |

### Semifinales vuelta
| Fecha                   | Local          | Resultado   | Visitante              | Global |
| 15 de noviembre de 2006 | Once Municipal | 3-2         | Juventud Independiente | 3-2    |
| 15 de noviembre de 2006 | Águila         | (4) 0-0 (2) | Luis Ángel Firpo       | 0-0    |
| ----------------------- | -------------- | ----------- | ---------------------- | ------ |

### Final
| 22 de noviembre de 2006 | Club Deportivo 11 Municipal | 1 - 0 | Club Deportivo Águila | Estadio Mágico Gonzales, San Salvador |  |
|                         | - 73' Mario Deras           |       |                       |                                       |  |

| Campeón de la Copa Presidente 2006 |
| ---------------------------------- |
|                                    |
| Once Municipal                     |
| 1° Título                          |